# LGBTQ言語学
LGBTQ言語学（LGBTQげんごがく）は、自らをゲイ（G）、レズビアン（L）、バイセクシュアル（B）、トランスジェンダー（T）、クィア（Q）と自認する人々（LGBTQ）を取り巻く言語を研究する言語学の一分野である。
ウィリアム・リープが1990年代にすすめていた、LGBTQコミュニティーでの「毎日の言語習慣の広い範囲を包含する（"encompass[es] a wide range of everyday language practice"の試訳）」研究であるラヴェンダー言語学（lavender linguistics）や、クィア理論の一分野としてのクィア言語学とは同義もしくは関連付けられる。
なお、この文脈における「言語」は以下を含む
- 言葉遣いや発音。
- あらゆる音声および書記における言語習慣。
- 一定の語彙の使用。
- 一部には、精巧で二者択一的な語彙目録（ポラリ（英語版）など）。

## 歴史
草創期におけるLGBTQ言語学の研究では、ガーション・レグマンの1941年に記録したような、明確な「ラヴェンダー語彙目録（lavender lexicons）」の概念が優位を占めていた。LGBTQ文化研究と文化理論と言語学を合流させたウィリアム・リープは、より充実したより繊細なLGBTQの言語使用に関する研究を1995年に求めた。アンナ・リヴィアとキラ・ホールは、男性と女性の音声の違いは社会的空間を分割する妥当な方法であるという暗黙の仮説については、ジェンダーよりも性的指向に基づいた言語学的研究の土壌が未だに少なからずあるということを、1960年代から1970年代の研究の中で特に言及した。

## アクセント（社会言語学の意味で）
訳注: 2019年12月現在、社会言語学の意味でのアクセントに関するページは日本語版Wikipediaに存在せず、定義に関して音韻論でのアクセントとの混同を招く可能性があるため英語版WikipediaのAccentの記事を参照してください。

### 英語

#### ゲイ
特に北米英語に限った研究は、多くのゲイの用いるその一部がステレオタイプを支持する音声学的に顕著な特徴を解き明かしてきた。諸研究は、見込みを超える割合で男性の米語話者が「ゲイである」と認識されることを再三再四確認している。関連する特徴は一般に知られているゲイの発音（つまりは平均的な話者よりも高い周波数と長い継続時間を持った明瞭な /s/ と /z/ の発音）を含む。また、ゲイ男性は特に「楽しんでいたり」カジュアルだったりする社会的場面において、通常より低舌化した /æ/ と /ɛ/ などの前舌母音を発音しがちである。多くのゲイの発音の特徴は、その他の話者が慎重に発音し（すぎ）ていて口腔内の母音の空間を拡げている場合を含んで、特に明瞭であったり叮嚀であったりする発音の特徴に近い。一定の声質は確かにゲイ男性と女性という二つの発音の間に共有されているが、一部のゲイ男性がもっぱら女性の発音を真似ているという指摘は誤っている。

#### レズビアン
発音科学者であるベンジャミン・マンソンは、先行研究で見つけられた通常より低い声（lower pitch）と直接的な伝達形式の使用に加え、より後舌化した後舌母音の異音のようなレズビアンの間での特徴の存在を確認しているが、彼はレズビアンと異性愛者の女性の違いは、ゲイと異性愛者の男性との違いよりも「いっそう形容しづらい（"even more subtle"の試訳）」と言及している。（ある英語による実験では聴者がレズビアンか異性愛者かが声のみに基づいては判断できなかった。）そして同時に、レズビアンの発音は導入的な研究を難しくするので、長らく無視されてきた。もっとも、主に異性愛者の女性、多少のバイセクシュアルの女性、全てではないレズビアンについてではあるが、別の研究は通常よりも低いピッチの中央値及び速い発音の割合のような音声学的な変種と、「クィア文化との親しみやすさ」についての話者の自己評価の間に、統計学的に有意な相関がみられることを示している。その研究の著者は研究の目的に気づいた異性愛者の女性が、レズビアンへの親近感をレズビアンのステレオタイプである低い声を用いることで表現しようと試みていたかもしれないと推測している。別の実験は、有意に異性愛者の話者をより女性的だと認識し、バイセクシュアルの話者を僅かにより女性的だと認識し、レズビアンをピッチの中央値と第二フォルマントが通常より低く、ピッチの範囲が通常よりも広く、きしみ声をより多く使っていると認識しているので、聴者は、「殆どレズビアンに似ていない」から「もっともレズビアンらしい」（僅かなレズビアンとバイセクシュアルの違いは統計学的有意性に近似する）のスケールによって、実に正確に女性の話者を判定しえていた。しかしながら、恐らく検知されていない別の特徴によって聴者は同定していて、これらの音声学的変異と性的指向との間の直接的な相関は発見されていない。
言語学者のロビン・クイーンは過度に分析が単純化されすぎ、しかも矛盾したものの組み合わせ（過剰修正された文法などのステレオタイプ的な女性の言語、短縮形などのステレオタイプ的で非標準的な（男性的）労働者階級と関連付けられる言語形態、ステレオタイプ的なゲイ男性の語彙項目、平らなイントネーションやcursingなどのステレオタイプ的なレズビアンの言語）を通して独自にレズビアンの言語が構成されていると論議している。クイーンによれば、通常の異性愛者的な女性から離れるために、ときどきレズビアンは故意にステレオタイプ的な女性の発話のパタンを避ける。なぜなら女性性とは有標の形式で、ステレオタイプ的に識別可能なゲイの発音と対照的に、レズビアンにとっては社会的に顕著な形式の欠如に加わるかもしれないこれを採用することが、これを避けることよりも目立つからである。しかしながら、ほとんど80に達する一般的な性的な行動や器官のためのスラングを持つという論文があり、レズビアンはゲイよりも多くのスラングを持っている可能性もある。

### 日本語
オネエ言葉も参照。

### その他の言語
一部の研究は、プエルトリコ・スペイン語やフラマン語などでの特異なゲイの発音を報告している。

## トランスジェンダー言語学

### 英語
トランスジェンダーの人々の発音の特徴には、具体的な性器の特定の単語をより広い方法で、あるいは多用途の用語として使用するなど、具体的で身体的あるいは男女別の性器の用語の特性を分離することが含まれる。トランス男性個人とトランス女性個人の身体的な声は常にではないがしばしば、それら全てが社会言語学的特性を変更しうるボイストレーニングや気管シェービング、女性ホルモン、男性ホルモン、あるいは他の薬剤などを含む社会的かつ医学的な遷移（transition）に影響される。

## 脚註
1. ↑  Legman, G. "The Language of Homosexuality: An American Glossary", in George W. Henry, Sex Variants (New York: Paul B. Hoeber, 1941)
2. 1 2  Kulick, Don (2000). "Gay and Lesbian Language". Anthropology Annual Review. 29: 243–85. doi:10.1146/annurev.anthro.29.1.243.
3. ↑  Leap, William L. Beyond the Lavender Lexicon. Newark: Gordon & Breach, 1995
4. ↑  Livia, Anna and Kira Hall. Queerly Phrased: Language, Gender, and Sexuality. New York: Oxford University Press, 1997
5. 1 2  Munson, B., McDonald, E.C., & DeBoe, N.L., & White, A.R. (2006). The acoustic and perceptual bases of judgments of women and men's sexual orientation from read speech. Journal of Phonetics.
6. ↑  Atkins, Dawn (1998) "Looking Queer: Body Image and Identity in Lesbian, Bisexual, Gay, and Transgender Communities"
7. ↑  Van Borsel, J; Vandaele, J; Corthals, P (Sep 2013). "Pitch and pitch variation in lesbian women". J Voice. 27 (5): 656.e13–6. doi:10.1016/j.jvoice.2013.04.008. PMID 23876941.
8. ↑  Munson et al., 2006, p. 205.
9. ↑  Moonwomon, Birch. "Toward a Study of Lesbian Speech." Queerly Phrased: Language, Gender, and Sexuality. Ed. Anna Livia and Kira Hall. New York: Oxford University Press, 1997. 202–213
10. ↑  Eckert, Penelope; McConnell-Ginet, Sally (2013). Language and Gender (2 ed.). Cambridge: Cambridge University Press.
11. 1 2  Barron-Lutzross, Auburn. (2015). The Production and Perception of a Lesbian Speech Style. UC Berkeley: Department of Linguistics.
12. ↑  Cameron, Deborah, and Don Kulick. 2003. Language and Sexuality. Cambridge: Cambridge University Press
13. ↑  Missing or empty |url= (help) "What H. L. Mencken said of nuns in cloisters, that they have developed their own slang (amusing but of course genteel) can, on the whole, be said of lesbians."
14. ↑  Zimman, Lal; Hall (2009). Language and Identities. Edinburgh: Edinburgh University Press. p. 173. ISBN 9780748635788.